# Contingent Gorkha de la police de Singapour
Le Contingent Gorkha (CG ou GC) est un service opérationnel de la police de Singapour composé principalement de Gurkhas du Népal. Les membres du GC sont hautement qualifiés et sont sélectionnés en vertu de la démonstration d'une solide discipline et d'un dévouement dans leurs tâches. Le rôle principal du contingent est d'être une unité de garde spéciale. Il est actuellement utilisé comme force antiterroriste. 

## Histoire
Le GC fut constitué le 9 avril 1949 à la suite de l'indépendance indienne de l'Empire britannique, lorsque les régiments Gurkha de l'armée indienne britannique furent divisés entre l'armée indienne et l'armée britannique conformément aux termes de l'accord tripartite Grande-Bretagne–Inde–Népal. Les régiments transférés à l'armée britannique furent envoyés dans les colonies britanniques restantes. En Malaisie et à Singapour leur présence était requise en raison de l'insurrection communiste et leur rôle consista à remplacer l'unité sikhe de Singapour qui rejoignit l'armée indienne à l'indépendance de l'Inde. 
Un an seulement après leur formation, leur présence devint un atout lorsque des émeutes raciales entre les communautés malaise et européenne éclatèrent lors des émeutes pour la garde contestée de Maria Hertogh. Les soldats du GC furent de nouveau engagés lors des émeutes entre communautés malaise et chinoise le jour de l'anniversaire du prophète Mahomet entre juillet et septembre 1964. 
À cette époque, leur présence en tant que force neutre était importante car les policiers locaux étaient souvent perçus (à raison parfois) comme subjectifs et orientés comme protecteurs de leur population d'origine, ce qui renforçait encore le mécontentement et la violence. Les Gorkhas, qui tentèrent de s'acquitter de leurs fonctions de manière impartiale et en pleine conformité avec la loi, subirent néanmoins des contrecoups sociaux de la part de leurs propres communautés ethniques. Une situation difficile qui pu même être la cause des blessures physiques pour certains officiers. 

Dans son autobiographie, l'ancien Premier ministre singapourien Lee Kuan Yew relate l'utilisation du contingent de Gorkha en tant que force impartiale au moment où Singapour venait d'accéder à l'indépendance. Il écrit : 
 Quand je suis retourné à Oxley Road [sa résidence], des policiers Gorkhas (recrutés par les Britanniques au Népal ) furent affectés comme sentinelles. Le fait d'avoir des policiers chinois tirant sur des Malais ou des policiers malais tirant sur des Chinois aurait eu des conséquences très graves. Les Gurkhas en revanche étaient neutres, en plus d'avoir une réputation de discipline et de loyauté totales.
En avril 2012, le GC fut entaché par un scandale lorsque neuf de ses membres furent arrêtés pour avoir participé à une bagarre. 
En 2015, deux membres du GCG chargés de protéger l'hôtel Shangri-La ouvrirent le feu sur un véhicule suspect avant qu'il ne s'écrase sur une barrière anti-véhicule lors de la convention du Dialogue Shangri-La. Le conducteur, Taufik Zahar fut tué,. En 2016, les tirs furent jugés comme respectueux du cadre légal puisque les officiers du GC n'avaient pas eu le temps de déterminer si la voiture transportait des armes ou des explosifs et que le conducteur avait refusé d'obéir aux sommations.

## Recrutement et formation
Depuis sa formation en 1949 avec 142 hommes, le contingent a atteint plus de 2 000 hommes en 2003. Les jeunes recrues viennent du camp britannique de Gorkha à Pokhara, Népal. Environ 320 sont sélectionnés chaque année en décembre sur un pool de plus de 20 000 candidatures. Environ 200 rejoindront finalement le CG tandis que le reste rejoindra l'armée britannique. 
Certains des critères d'admission physique de base dans le centre de recrutement sont: 
- Âgé entre 17 1/2 ans et 21 ans
- Hauteur minimale de 160 centimètres (5ft 3in)
- Poids minimum de 50 kilogrammes (110 lbs)
- Tour de poitrine de 79 centimètres (31 in) avec un minimum de 5 centimètres (2 in) de capacité d'expansion
- Aucun candidat ayant besoin d'aides visuelles ne sera accepté.
- Bonne hygiène bucco-dentaire généralement, avec un maximum de deux pansements, fausses dents ou une seule dent manquante.

Les candidats doivent posséder un niveau d'éducation minimum de SLC 3e division, équivalent au niveau GCE. Lors de l'inscription, ils doivent passer par une batterie d'évaluations physiques et psychologiques avant la sélection, y compris des tests oraux et écrits en anglais, un test de mathématiques, un entretien avec le jury et un examen médical. Le processus de sélection annuel se passe normalement sur 17 jours mais s'étale sur quatre mois en raison des conditions du pays. À l'issue de ce processus, les recrues seront affectées ou bien au GC de la police de Singapour, ou bien à l'armée britannique. 
Une fois la sélection réussie, les candidats du GC sont transportés par avion à Singapour et logés à la base permanente du GC au camp de Mount Vernon où ils recevront dix mois de formation avant de pouvoir être affectés en unités et déployés sur le terrain. La phase de formation des officiers du GC est relativement peu connue. Tout ce qui est certain, est qu'ils passent une partie de leur entraînement dans les jungles de Pulau Tekong. Des accords avec les forces de police royales du Brunei ont permis aux officiers Gurkha de dispenser une formation dans la jungle au Brunei pendant plusieurs années. Une partie de la formation est aussi délivrée par des organismes extérieurs, tels que l'Institut de formation médicale SAF pour les cours de secourisme. 

## Organisation et structure des grades

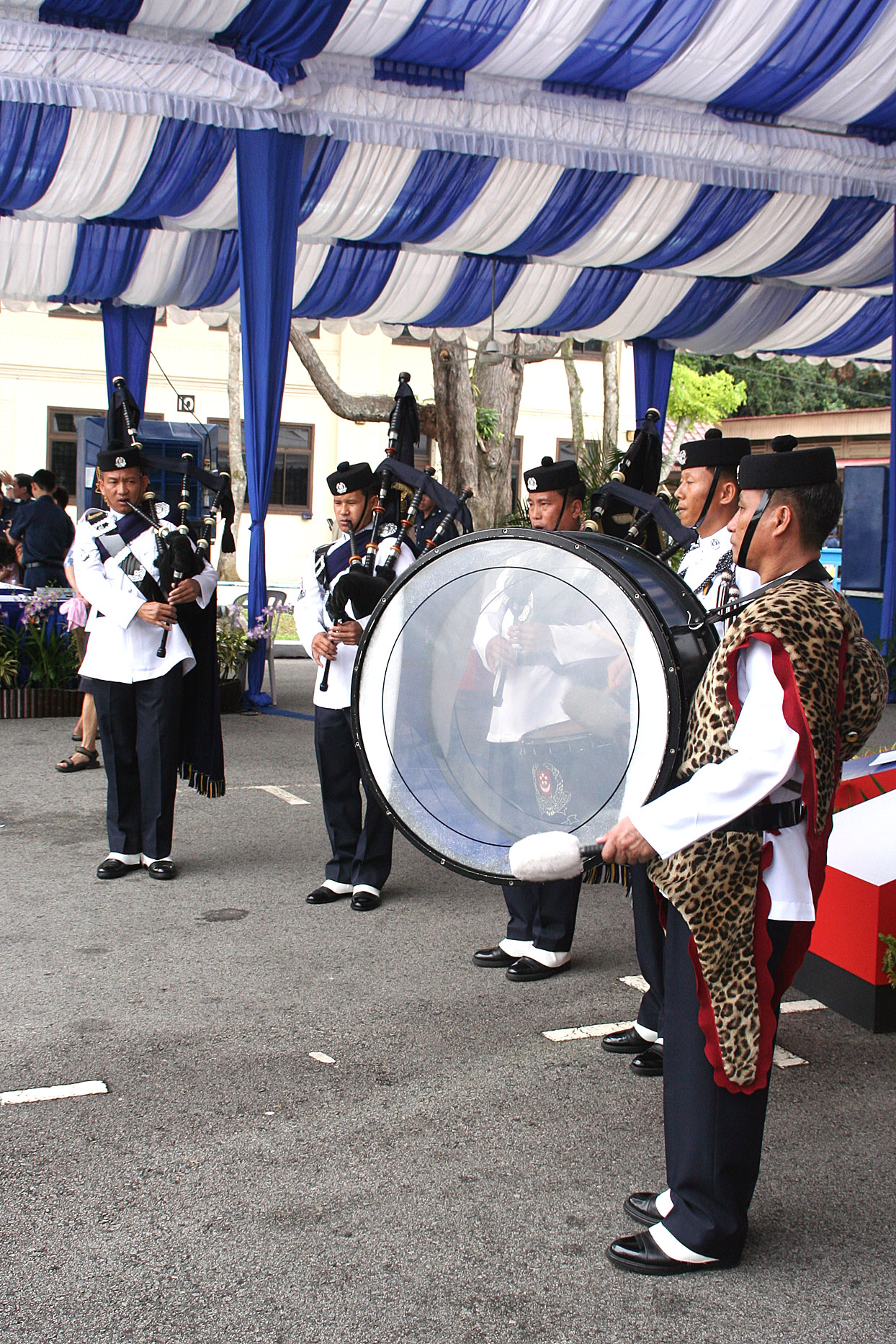
Les membres de la musique des Gorkhas de la police de Singapour durant le Police Week Carnival 2005.

Il y a un total de neuf compagnies Gurkha commandées par un officier local ou britannique. En tant qu'ancienne unité coloniale britannique, le premier commandant du contingent était un officier britannique. Jusqu'à aujourd'hui (2020), il reste la seule unité militaire ou de police de Singapour à être dirigée par un officier britannique, détaché de l'armée britannique. 
Le contingent a également sa propre musique, la Musique militaire du Contingent Gorkha, qui fait partie de la Musique de la police de Singapour.  
En outre, le contingent de Gurkha dispose de trois unité tactiques, appelées le Groupe d'Action Spéciale (SAG), l'unité spéciale et de lutte anti-terroriste de la garde et la nouvelle unité tactique spéciale[réf. nécessaire]. Le Gorkha Special Action Group a été vu pour la première fois en train de participer à l'exercice Northstar VII alors qu'il se préparait à infiltrer l'hôtel Marriott à Orchard Road et maîtriser deux "terroristes" pour sauver les "otages". [réf. nécessaire]
La nouvelle unité tactique spéciale a pris part à l'exercice Northstar X en simulant une intervention sur un attentat-suicide au terminal 3 de l'aéroport de Changi[réf. nécessaire].   

### Grades
La structure des grades du GC est restée pratiquement inchangée au fil des ans, conservant ainsi plusieurs grades qui ont depuis été abolis dans le reste des forces de police. C'est actuellement la seule unité à conserver le grade d'inspecteur en chef et à recruter de nouveaux officiers en tant que constables, par opposition aux officiers réguliers dans le reste du SPF qui partent d'un grade minimum de sergent. 
| Officiers subalternes          | Abréviation | Officiers supérieurs          | Abréviation |
| ------------------------------ | ----------- | ----------------------------- | ----------- |
| Constable                      | PC          | Inspecteur                    | INSP        |
|                                |             | Inspecteur en chef            | C / INSP    |
| Corporal                       | CPL         | Surintendant adjoint          | ASPIC       |
| Sergeant                       | SGT         | Surintendant adjoint          | DSP         |
| Sergent-chef                   | SSGT        | Surveillant général           | SUPT        |
| Sergent d'état-major supérieur | SSSGT       | Sous-commissaire adjoint      | DAC         |
| Inspecteur de station          | SI          | Commissaire adjoint           | AC          |
|                                |             | Commissaire adjoint principal | SAC         |

## Déploiement

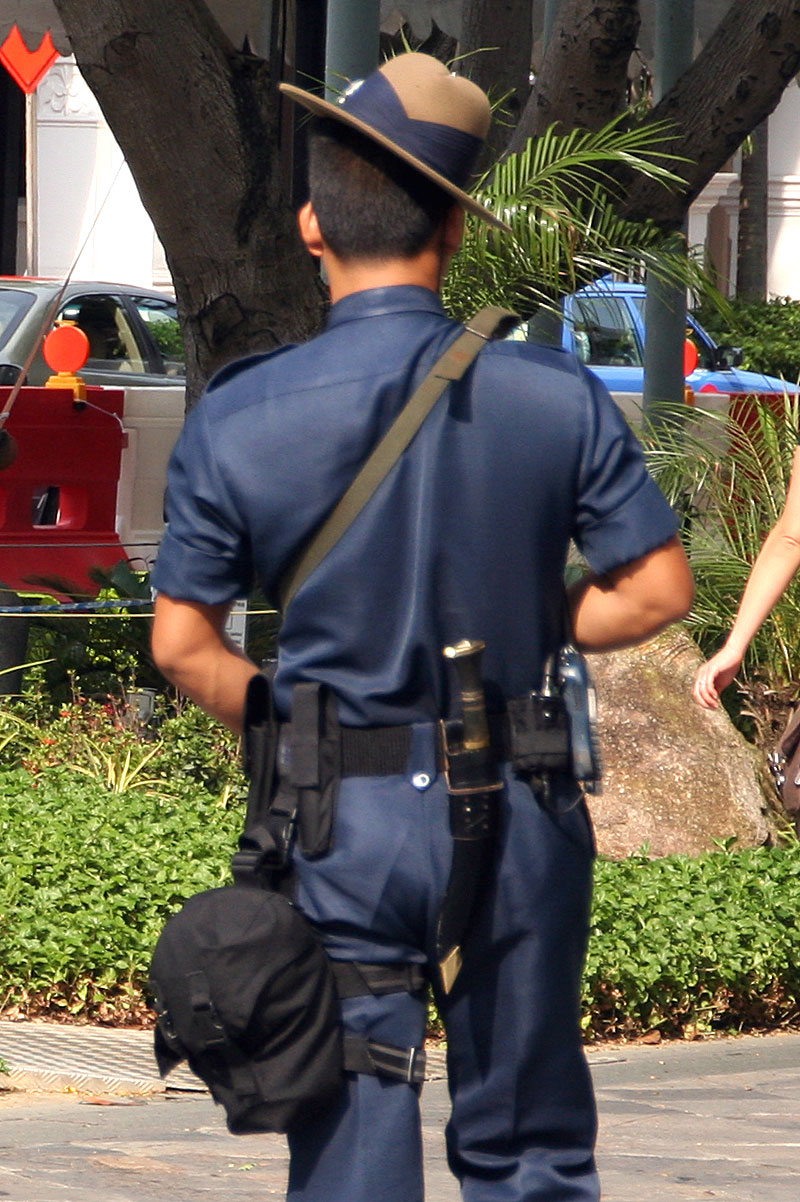
Un officier Gurkha patrouille autour de Raffles City lors de la 117e session du CIO. Il est facilement identifié par le chapeau incliné Terrai Gurkha et le kukri accroché à sa ceinture.

Avant les attentats du 11 septembre 2001, le GC était rarement vu en public, excepté dans certains endroits clefs comme l'Istana et les domiciles de personnalités telles que l'ancien Premier ministre Lee Kuan Yew et le président de Singapour. Ceux protégeant les maisons des VIP ont été remplacés désormais et seuls ceux qui parlent anglais peuvent tenir cette fonction. Ils ont également été vus protégeant des propriétés étrangères importantes telles que le haut-commissariat britannique et des installations qui nécessitent une sécurité supplémentaire, comme la Currency House à Pasir Panjang. 
L'évolution des préoccupations en matière de sécurité depuis 2001 a conduit à un déploiement plus actif des hommes du GC au cours des dernières années et à une revue de leurs rôles et missions actuels. S'ils étaient auparavant responsables des tours de guet de la prison de Changi, où sont enfermés les principaux criminels du pays, ce rôle a depuis été confié à des forces de police auxiliaires privées au milieu des années 2000 avec la libéralisation de l'industrie privée de la sécurité armée. 
Outre la garde des installations clés, les soldats Gurkha sont également de plus en plus déployés lors d'événements nationaux clés. Ils sont déployés lors du défilé annuel de la fête nationale et complétèrent le dispositif de sécurité de la police lors de la 117e session du CIO qui s'est tenue à Singapour en juillet 2005. En outre, ils furent également déployés pour surveiller les urnes scellées lors des élections générales du pays. Plus récemment, le GC a participé à la traque d'un détenu évadé Mas Selamat bin Kastari et à au contrôle des émeutes de Little India en 2013. Depuis le 1er septembre 2017, les hommes du GC sont impliqués avec de nombreux policiers et agents de sécurité dans les centres de services aux passagers de la station de MRT pour les services de recharge en espèces. 
Le 18 mars 2004, trois fugitifs armés se sont échappés de Johor (Malaisie) après avoir commis un vol à main armée et se sont enfuis par un sampan motorisé vers Pulau Tekong  Plus de 700 membres du personnel de la police et des forces armées (SAF) furent lancés à leur poursuite. Le premier fugitif fut capturé par les Gorkhas dans les 34 heures suivant le début des opérations de recherche. Le deuxième fugitif fut arrêté par les hommes de l'escadron des missions spéciales de la garde côtière de la police, tandis que le dernier homme fut lui aussi arrêté par le GC six heures après la deuxième arrestation. 
Le rôle du GC dans la formation de collègues officiers de police, ainsi qu'au profit d'autres agences, dont les forces armées, est moins connu du public. Leurs aptitudes physiques, de combat et de survie ont été transmises par le biais de divers cours. Des échanges de formation ont régulièrement lieu entre différentes unités. Les Gurkhas sont occasionnellement chargés e la formation des stagiaires officiers supérieurs de la police ainsi que d'autres entraînements physiques[réf. nécessaire].   
Le GC a également contribué à des missions de sécurité et d'aide humanitaires à l'étranger. Par exemple, des officiers du GC faisaient partie d'un contingent de 40 policiers de Singapour participant à l'Administration transitoire des Nations Unies au Timor oriental en 2000. Ils ont également rejoint une équipe de 30 hommes en Irak pour aider à former environ 1 500 formateurs et policiers irakiens locaux pendant trois mois avant de retourner à Singapour le 19 septembre 2003. 

## Uniformes
Les uniformes du GC sont largement inspirés de ceux de leurs homologues réguliers, adoptant la même tenue bleu foncé mais se distinguant par leur coiffe particulière, le ''chapeau Gurkha''. Jusqu'à ces derniers temps, l'uniforme est resté en grande partie inchangé, ce qui a entraîné des différences accrues par rapport à celles des policiers ordinaires. Par exemple, l'adoption de grades et d'insignes brodés, le remplacement des chemises à manches longues par les chemises à manches courtes et la suppression du sifflet et de la chaîne de la tenue n° 3 n'ont pas été adoptées par les Gurkhas. Cette résistance aux changements d'uniformes pour le confort et le bien-être des policiers reflète la culture du contingent d'une stricte adhésion à la tradition. À partir de 2006, cependant, l'uniforme a fait l'objet des modifications radicales afin d'être aligné sur celui de leurs homologues policiers. Mais le chapeau Gurkha reste inchangé. 

### Chapeau Gurkha
Le chapeau Terai Gurkha est le nom du couvre-chef porté par les hommes du contingent Gurkha à Singapour. C'est un élément distinctif de l'uniforme Gurkha qui n'est porté par aucun autre membre des forces de police de Singapour. Il tire son nom de la région du Terai au Népal, un lieu lié aux événements entourant la guerre de Gurkha. Porté uniquement pendant la garde et lors des défilés, le chapeau est en feutre de couleur kaki avec un puggaree bleu foncé enroulé autour du chapeau avec six plis. L'insigne en aluminium anodisé habituellement porté sur la casquette des forces de police est apposé sur le puggaree à gauche. Il est toujours porté avec la jugulaire et est délibérément suffisamment incliné vers la droite pour que le bord touche l'oreille droite. 

### Tenue traditionnelle n ° 3

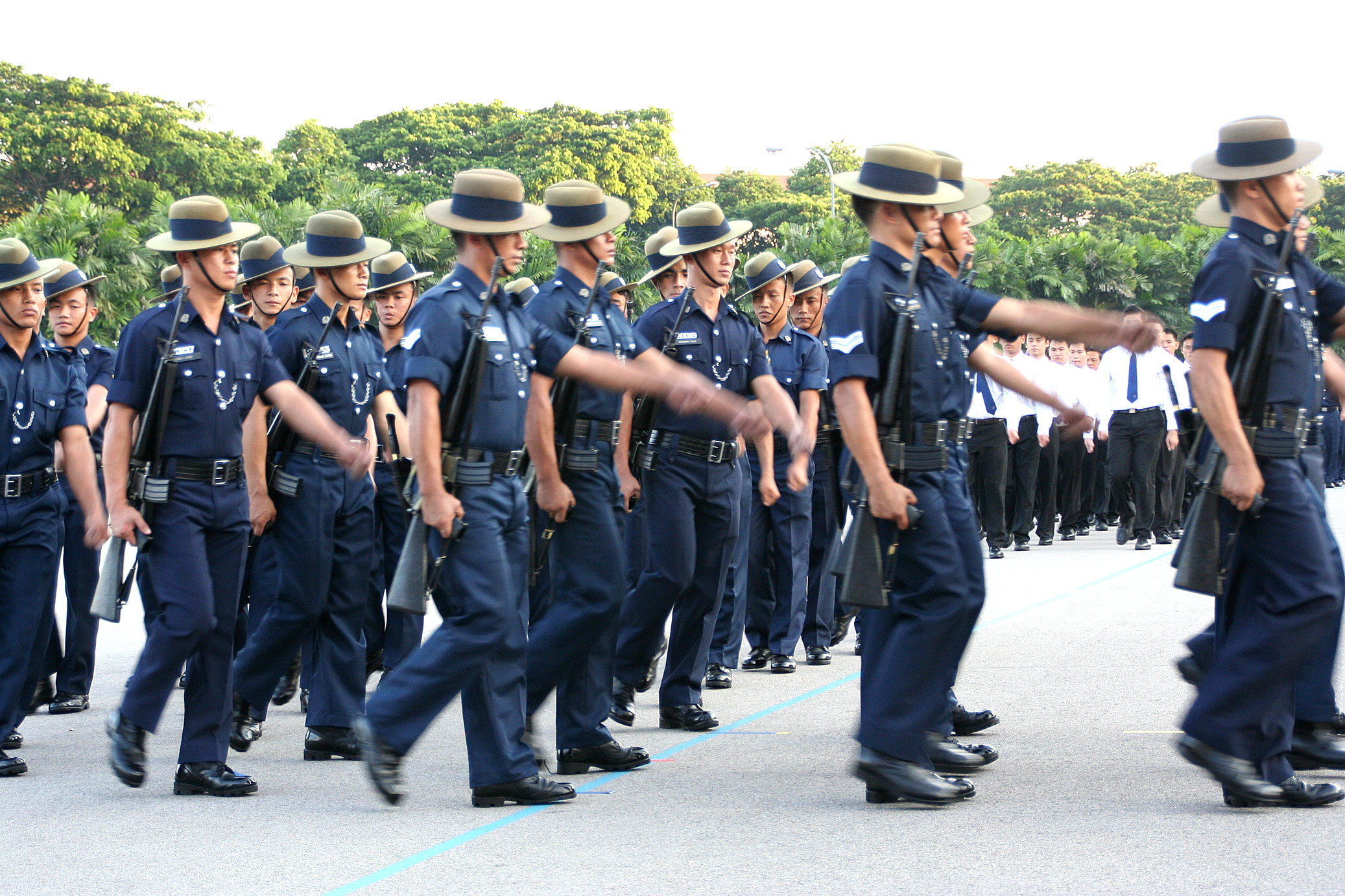
Le contingent de Gurkha défile lors du défilé de la Journée de la police 2005 qui s'est tenu pour la dernière fois sur le terrain de l' académie de police de Thomson Road. Les officiers sont vêtus de la tenue no. 3 et portent le fusil M16

La tenue Gurkha no. 3, également appelée tenue de travail, est destinée aux tâches générales, y compris les tâches de garde et de parade. La tenue bleu foncé, largement adaptée de la police de Singapour (SPF), comprenait les deux poches de poitrine standards sur la chemise avec des badges de col anodisés en aluminium, des boutons et une bande patronymique en plastique noir sur la poche de poitrine droite. Le numéro de service porté au-dessus de la bande patronymique, ainsi que le sifflet et sa chaine ont été retirés de la tenue de la SPF, mais conservés par les Gurkhas. 
La chemise était à manches longues et soigneusement pliée, contrairement à la version à manches courtes adoptée pour la tenue no. 3 du SPF. Les manches sont déroulées au coucher du soleil et retroussées au lever du soleil. Les soldats du GC continuent de porter des insignes de grade en aluminium sur la manche droite, à 11,5 centimètres sous la sangle d'épaule droite. Les policiers portent des barres en aluminium sur les bords extérieurs des bretelles. Le pantalon bleu foncé est fixé par la ceinture en cuir noir et complété par des bottes en cuir noir. 
Le soldat porte le chapeau Terai Gurkha lorsqu'il est de garde et pendant le défilé. À la garde, il est armé d'un pistolet et d'une pochette de chargeur portés à la ceinture et du kukri porté à la ceinture dans le dos. Des armes et équipements supplémentaires peuvent être fournis en fonction des besoins de la situation. Hors service, le policier gurkha porte un béret bleu avec l'insigne de casquette de police en métal semblable aux bérets plus anciens portés par les officiers du SPF. 
Les Gurkhas les plus anciens se distinguent par la marque dorée sur l'insigne de béret. Le sergent de service de l'unité porte une ceinture rouge supplémentaire avec l'uniforme. 

### Tenue traditionnelle n ° 4

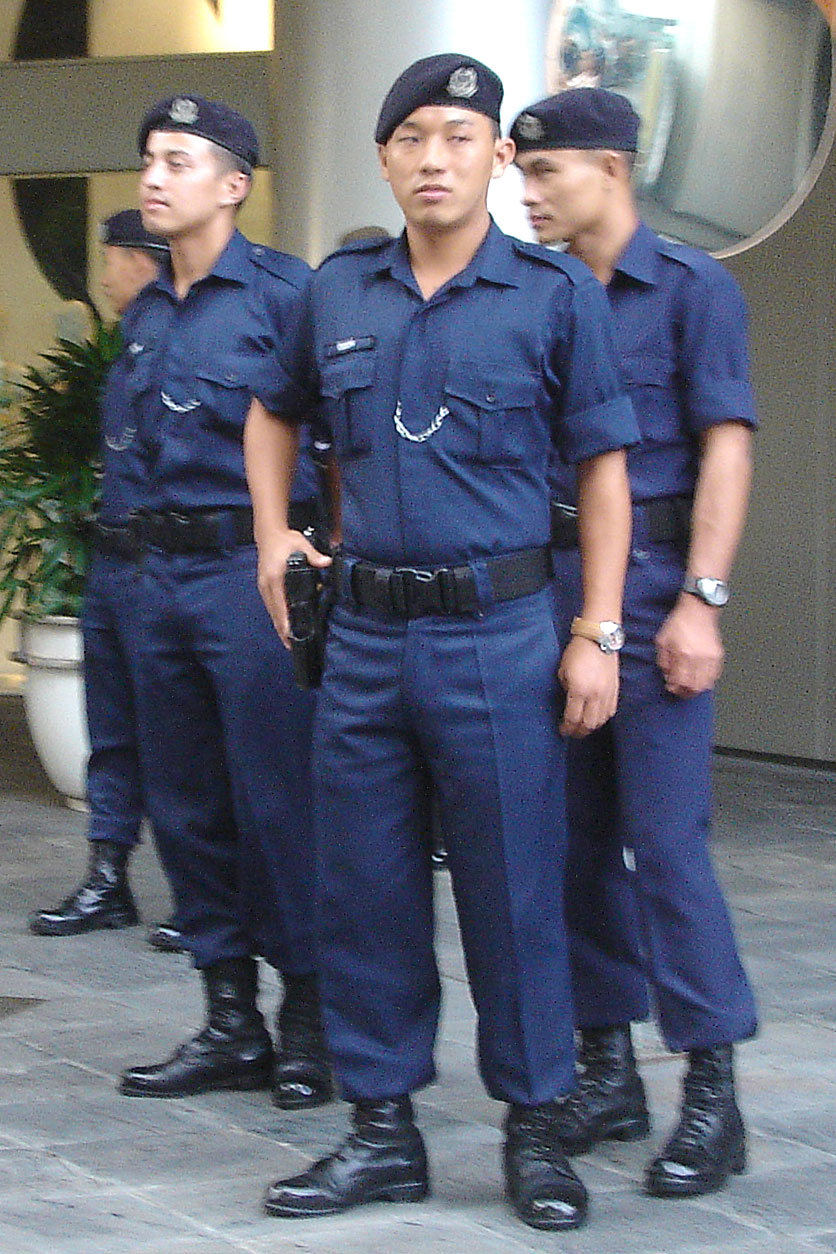
Des officiers hors service du contingent Gurkha portant le béret avec leur tenue no 4, devant Raffles City lors de la session du CIO.

La tenue no 4 a été adaptée de la tenue de combat de leurs homologues réguliers et est connue sous le nom de tenue de nuit, car elle était portée pendant le service nocturne. Elles sont portées pour les fonctions de sécurité civile et de formation, ainsi que pour les pratiques de tir. Les manches longues de la chemise bleu foncé sont enroulées ou déroulées selon les exigences du service et l'heure de la journée. Elles sont dépourvues d'accessoires métalliques. Les officiers subalternes portent leurs numéros de service en lettres blanches brodées sur un velcro bleu foncé fixé au-dessus de leur poche poitrine droite. Les grades sont cousus sur la manche droite et faits de tissu blanc brodé. Le pantalon bleu foncé est rentré dans des bottes de combat. 
Dans les années récentes des changements majeurs furent apportés à la tenue en 2006. Le GC a de plus en plus porté la tenue no. 4 pour le service actif dans les lieux publics, intégrant parfois des éléments de la tenue no. 3. Les manches de la chemise étaient retroussées et comprenaient le sifflet et la chaîne en métal. De plus, le grade n'était pas cousu sur les manches, mais porté sur une languette bleu foncé fixée à la poche de poitrine droite avec le grade en fil brodé argenté similaire à celui actuellement utilisé par les officiers réguliers. 
Une tenue plus rare est parfois utilisée pour les émeutes par exemple. Il s'agit de la tenue de combat résistante au feu qui comporte des poches à fermeture éclair sur la poitrine et sur le pantalon. Les officiers Gurkhas peuvent également porter la tenue de jungle, avec des uniformes de couleur camouflage basés sur le DPM de l'armée britannique et une casquette jockey ou un béret de couleur kaki, et complétés par diverses formes de sangles pour la formation paramilitaire et militaire, les tâches dans les zones rurales et boisées, le combat, le sport ainsi que lorsqu'ils sont envoyés hors de Singapour pour des exercices à l'étranger. 

### Modifications de 2006
En 2006 a lieu la plus importante modification sur l'uniforme des Gurkhas après 3 décennies. C'est juste avant le début de la 61e assemblée annuelle du conseils des gouverneurs du Fonds monétaire international et du Groupe de la Banque mondiale. Les bérets bleu foncé sont remplacés par des bérets couleur kaki. La tenue de combat (tenue no 4) a été remplacée en une matière coton-polyester 'BLACK' également connue sous le nom de tenue noire no 4. Les grades portés sur la poche de poitrine droite ont été maintenus dans les nouveaux uniformes. 

## Vie sociale et impact

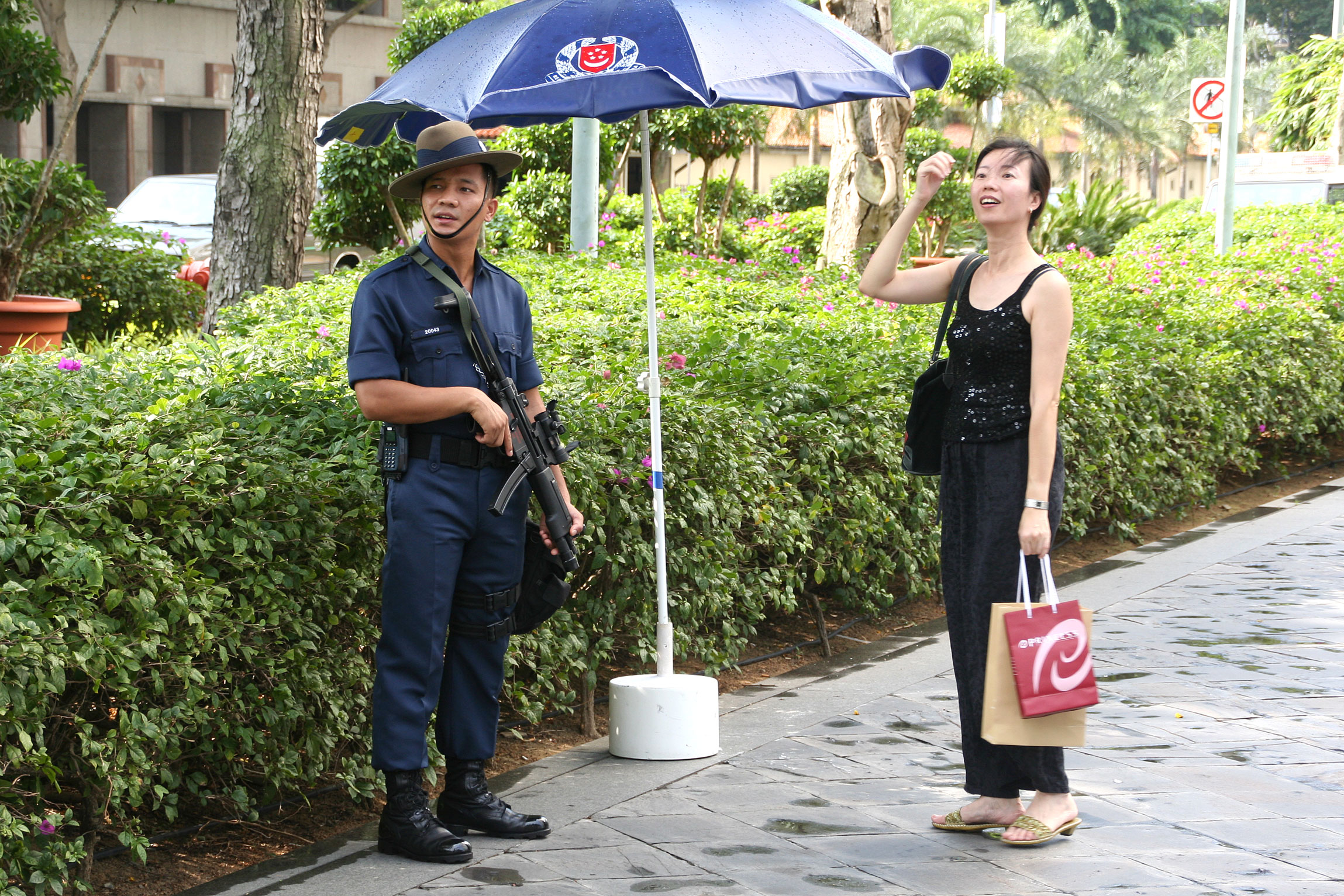
Officier du contingent Gurkha à Raffles City pendant la session du CIO donnant des consignes à un membre du public. Leur déploiement accru dans les espaces publics a entraîné une plus grande interaction entre eux et les Singapouriens en général.

L'ensemble du contingent est hébergé au camp de Mount Vernon, qui est leur lieu unique pour le travail et la vie personnelle. Alors que la plupart des nouvelles recrues viennent seules à Singapour car elles sont généralement à la fin de l'adolescence ou au début de la vingtaine, elles sont autorisées à emmener leurs épouses et les membres de leur famille immédiate à Singapour alors qu'elles évoluent dans leur vie personnelle. 
En fin de compte, les Gurkhas savent qu'ils ne sont ici que pour une période temporaire, d'autant plus qu'ils ne peuvent pas vraiment s'intégrer à la société locale. En raison de leur objectif principal en tant que présence neutre ici, ils ne sont pas autorisés à épouser des femmes singapouriennes, d'où l'autorisation d'amener leurs femmes et leurs enfants du Népal. À la fin de leur contrat, ils doivent retourner dans leurs villages et retrouver une vie rurale dépendante de l'agriculture. Seule une poignée d'entre eux ont déjà connu une rupture de cette tradition et choisi de rester dans la cité-État. 
Le camp lui-même est construit sur une zone relativement isolée de Mount Vernon, reprenant les installations précédemment occupées par les unités de réserve. Le cantonnement bénéficie d'installations complètes pour créer un complexe autonome permettent d'effectuer la plupart des tâches quotidiennes en limitant les interactions avec le monde extérieur. Cela permet également de réduire la quantité de trafic entrant et sortant du camp pour des raisons de sécurité. 
Pourtant, les habitants du complexe ne sont pas enfermés et n'ont pas d'interdiction de quitter le camp ou d'utiliser les services et les installations à l'extérieur. Des foules d'enfants népalais scolarisés quittent et entrent régulièrement dans le camp tous les jours, portant l'uniforme des écoles nationales. La proximité du camp avec l'école secondaire Bartley a vu un nombre important d'enfants népalais y être inscrits, bien qu'ils soient parfois scolarisés plus loin du camp, au fur et à mesure de leur assimilation à la société et à la culture singapouriennes. Cependant, ils ne peuvent pas s'enraciner profondément, car la plupart d'entre eux se trouvent dans le pays avec des laissez-passer dépendants et sont obligés de quitter Singapour à l'âge de 21 ans. 
Pourtant, la plupart de ces jeunes Népalais ne suivront probablement pas les traces de leurs pères et, armés de diplômes scolaires, suivront une vie assez différente de celle des générations précédentes s'ils retournent au Népal.  
De nombreuses échoppes entourent le camp et permettent aux Gurkhas de faire leurs courses, en civil ou en petits groupes, pour éviter d'attirer l'attention. 
La communauté Gurkha est connue pour apporter son aide à ses compatriotes népalais à Singapour, comme lors de l'opération de séparation des jumeaux siamois Ganga et Jamuna à l'hôpital général de Singapour en novembre 2001, où ils aidèrent à collecter des fonds pour permettre à la famille de financer l'opération ainsi que les frais de logistique et de logement. 
De retour au Népal, le Gurkha Welfare Trust cherche à préserver l'héritage et le patrimoine des Gurkhas avec l'ouverture du musée Gurkha Memorial dans les locaux de l'hôtel Nature Land à Pardi, Pokhara. Là, des uniformes et des badges du GC sont exposés aux côtés des attributs des Gurkhas servant dans l'armée britannique. Des habitants et des touristes visitent l'endroit, montrant ainsi la haute estime en laquelle sont tenus ces Népalais partis service à l'étranger. 
Malgré le fait que ce soit une mission temporaire, le GC continue à attirer les jeunes népalais. Il y a toujours un vivier de recrutement et chaque année, environ 20 000 jeunes se présentent pour les 370 postes dans l'armée britannique et la police singapourienne. Les revenus importants, le mode de vie et une éducation attractive pour les enfants (ou futurs enfants) sont d'autres atouts importants. Compte tenu des préoccupations croissantes contre le terrorisme et de la menace permanente sur la sécurité de Singapour, il est probable que le GC jouera un rôle accru et durable dans l'avenir de Singapour, malgré le fait que le contingent ne devait avoir qu'une durée de réduite, pendant les années turbulentes de Singapour. 

## Statut d'immigration
Environ 2 000 membres Gurkha sont employés par le gouvernement de Singapour. Après trois ans de service, ils sont autorisés à amener leurs femmes et leurs enfants à Singapour jusqu'à la fin de leur service. Cependant, leurs enfants ne sont pas autorisés à rester après avoir atteint l'âge de 21 ans. Si cette règle n'est pas respectée, ils peuvent être arrêtés par les autorités de l'immigration. Les enfants de Gurkha ne sont autorisés à étudier qu'à Singapour et, avec leur femme, ils ne sont pas non plus autorisés à chercher un emploi. Cependant, Singapour envisage en 2007 la possibilité d'octroyer la citoyenneté singapourienne aux Gurkhas et à leurs familles pour les services rendus à la patrie. [réf. nécessaire]

## Voir également
- Unité de réserve de Gurkha - une force de type similaire au Brunei
- Armée indienne britannique (1858-1947)
- Régiments Gorkha (Inde) - la force parentale d'origine restante
- Royal Gurkha Rifles (armée britannique)
- Brigade des Gurkhas (armée britannique)
- Volontaires militaires étrangers